# Liga de fútbol de Guam
La Liga de fútbol de Guam, conocida como la Budweiser Soccer League por razones de patrocinio, es la máxima categoría del fútbol en Guam, fue creada en 1990 y es organizada por la Asociación de fútbol de Guam.
Debido a las condiciones del territorio, todos los partidos se juegan en las canchas 1 y 2 del Guam Football Association National Training Center con capacidad (en la cancha N°1) para 1000 Espectadores.
El equipo campeón obtiene la clasificación a la Copa AFC.

## Guam Soccer League 2022/23
- Wings FC
- Paintco Strykers
- Islanders FC
- Quality Distributors
- NAPA Rovers FC
- GUAM Shypard
- U.O.G.Tritons

## Second Division of Guam 2022/23
- Blue Dragons
- Cars Plus FC
- Core Tech
- Father Dueñas Memorial School
- Han Ma Um
- Isla de Ladrones FC
- IT&E Pumas
- Orange Crushers
- Purple Leopards
- Table 35 Espada FC
- TakeCare Tigers

## Palmarés
Los ganadores fueron:
| Año     | Campeón                                                                                        |                                              |
| ------- | ---------------------------------------------------------------------------------------------- | -------------------------------------------- |
| 1990    | University of Guam FC                                                                          |                                              |
| 1991    | University of Guam FC                                                                          |                                              |
| 1992    | University of Guam FC                                                                          |                                              |
| 1993    | University of Guam FC                                                                          |                                              |
| 1994    | Tumon Soccer Club                                                                              |                                              |
| 1995    | Continental Micronesia G-Force                                                                 |                                              |
| 1996    | Continental Micronesia G-Force                                                                 |                                              |
| 1997    | Tumon Soccer Club                                                                              |                                              |
| 1998    | Anderson Soccer Club (General) Anderson Soccer Club (Primavera) Island Cargo (Otoño)           |                                              |
| 1999    | Coors Light Silver Bullets (General) Carpet One (Primavera) Coors Light Silver Bullets (Otoño) |                                              |
| 2000    | Coors Light Silver Bullets (General) Coors Light Silver Bullets (Primavera) Navy FC (Otoño)    |                                              |
| 2001    | Staywell Zoom (General) Coors Light Silver Bullets (Primavera) Staywell Zoom (Otoño)           |                                              |
| 2002    | Guam Shipyard FC (General) Guam Shipyard FC (Primavera) Guam Shipyard FC (Otoño)               |                                              |
| 2003    | Guam Shipyard FC (General) Guam Shipyard FC (Primavera) Guam Shipyard FC (Otoño)               |                                              |
| 2004    | Guam Sub-18 (General) Guam Sub-18 (Primavera) Guam Sub-18 (Otoño)                              |                                              |
| 2005    | Guam Shipyard FC (General) Guam Shipyard FC (Primavera) Guam Shipyard FC (Otoño)               |                                              |
| 2006    | Guam Shipyard FC (General) Guam Shipyard FC (Primavera) Guam Shipyard FC (Otoño)               |                                              |
| 2007    | Quality Distributors FC (Primavera)                                                            |                                              |
| 2007-08 | Quality Distributors FC                                                                        |                                              |
| 2008-09 | Quality Distributors FC                                                                        |                                              |
| 2009-10 | Quality Distributors FC                                                                        |                                              |
| 2010-11 | Cars Plus FC                                                                                   |                                              |
| 2011-12 | Quality Distributors FC                                                                        |                                              |
| 2012-13 | Quality Distributors FC                                                                        |                                              |
| 2013-14 | Rovers FC                                                                                      |                                              |
| 2014-15 | Rovers FC                                                                                      |                                              |
| 2015-16 | Rovers FC                                                                                      |                                              |
| 2016-17 | Rovers FC                                                                                      |                                              |
| 2017-18 | Rovers FC                                                                                      |                                              |
| 2018-19 | Rovers FC                                                                                      |                                              |
| 2019-20 | Abandonado debido a la pandemia del COVID-19                                                   | Abandonado debido a la pandemia del COVID-19 |
| 2020-21 | No disputado                                                                                   | No disputado                                 |
| 2021-22 | No disputado                                                                                   | No disputado                                 |

## Títulos por club
| Club                                                         | Títulos | Años campeón                                         |
| ------------------------------------------------------------ | ------- | ---------------------------------------------------- |
| Guam Shipyard FC (Incluye a Staywell, Coors Light y G-Force) | 9       | 1995, 1996, 1999, 2000, 2001, 2002, 2003, 2005, 2006 |
| Quality Distributors FC                                      | 6       | 2007, 2007-08, 2008-09, 2009-10, 2011-12, 2012-13    |
| Rovers FC                                                    | 6       | 2013-14, 2014-15, 2015-16, 2016-17, 2017-18, 2018-19 |
| University of Guam FC                                        | 4       | 1990, 1991, 1992, 1993                               |
| Tumon Soccer Club (Incluye a Tumon Taivon)                   | 2       | 1994, 1997                                           |
| Anderson Soccer Club                                         | 1       | 1998                                                 |
| Guam Sub-18                                                  | 1       | 2004                                                 |
| Cars Plus FC                                                 | 1       | 2010-11                                              |

## Goleadores
| Año            | Jugador                      | Club                                        | Goles |
| -------------- | ---------------------------- | ------------------------------------------- | ----- |
| Otoño 2006     | Eric Sotto                   | Guam Sub-18                                 | 32    |
| Primavera 2007 | Eric Sotto                   | Guam Sub-18                                 | 16    |
| 2007/08        | Ashton Surber                | NO KA OI FC                                 | 20    |
| 2008/09        | Min Sung Choi                | Paintco Strykers FC                         | 35    |
| 2009/10        | Min Sung Choi Matthew Welton | Paintco Strykers FC Quality Distributors FC | 28    |
| 2010/11        | Elias Merfalen               | Cars Plus FC                                | 15    |
| 2011/12        | Scott Spindel Jason Cunliffe | Quality Distributors FC Guam Shipyard FC    | 32    |
| 2012/13        | Scott Spindel                | Quality Distributors FC                     | 42    |
| 2013/14        | Ashton Surber Jason Cunliffe | Southern Cobras Rovers FC                   | 32    |
| 2014/15        | Ian Mariano                  | Rovers FC                                   | 32    |
| 2015/16        | Min Sung Choi                | Guam Shipyard FC                            | 41    |
| 2016/17        | Min Sung Choi                | Guam Shipyard FC                            | 32    |
| 2017/18        | Ashton Surber                | Islanders FC                                | 38    |
| 2018/19        | Min Sung Choi                | Rovers FC                                   | 36    |